# Seanad Éireann
Der Seanad Éireann (Aussprache [ˈʃan̪əd̪ ˈeːɾʲən̪], Senat Irlands) ist die offizielle Bezeichnung des irischen Oberhauses innerhalb des Oireachtas, des Parlaments der Republik Irland. Im Gegensatz zum Unterhaus, dem Dáil Éireann, wird der Senat nicht direkt gewählt, sondern besteht aus Mitgliedern, die auf verschiedene Art gewählt bzw. ernannt werden. Die Machtbefugnisse sind viel geringer als die des Dáil; so ist es dem Senat z. B. nur möglich, einen Gesetzesvorschlag zu verzögern, aber nicht, diesen abzulehnen. Der Senat tagt im Leinster House in Dublin.

## Zusammensetzung

### Mitglieder
Der Senat besteht aus 60 Mitgliedern:
- elf werden vom Premierminister (Taoiseach) ernannt
- sechs werden durch die irischen Universitäten gewählt (jeweils drei von der National University of Ireland und der University of Dublin)
- 43 werden durch ein Gremium von Parlamentariern, Senatsmitgliedern und örtlichen Ratsmitgliedern aus fünf Berufsgruppen gewählt:[1]
  - Erziehung, Kunst, Irische Sprache, Kultur, Literatur
  - Landwirtschaft, Viehzucht, Fischerei
  - Arbeiterschaft
  - Industrie, Handel und Finanzwesen
  - Öffentliche Verwaltung und Sozialeinrichtungen

Per Verfassung darf die Wahl zum Senat nicht später als 90 Tage nach der Unterhauswahl stattfinden. Die Wahl findet mittels des Systems Single transferable vote statt. Senatsmitglied kann jeder werden, der auch für das Unterhaus kandidieren kann, eine Unterhausmitgliedschaft schließt aber eine gleichzeitige Senatsmitgliedschaft aus.

### Parteizugehörigkeiten des aktuellen Senats
| Logo        | Logo     | Name                   | Ausrichtung                                                       | Parteivorsitzende(r)/ Parteiführer(in) | Anzahl der Senatoren |
| Parteien    | Parteien | Parteien               | Parteien                                                          | Parteien                               | Parteien             |
| ----------- | -------- | ---------------------- | ----------------------------------------------------------------- | -------------------------------------- | -------------------- |
|             |          | Fianna Fáil (FF)       | Irischer Republikanismus, Konservatismus                          | Micheál Martin                         | 19                   |
|             |          | Fine Gael (FG)         | Christdemokratie, Liberalismus                                    | Simon Harris                           | 17                   |
|             |          | Sinn Féin (SF)         | Irischer Republikanismus, Demokratischer Sozialismus              | Mary Lou McDonald                      | 6                    |
|             |          | The Labour Party (Lab) | Sozialdemokratie                                                  | Ivana Bacik                            | 2                    |
|             |          | Aontú (Aon)            | Irischer Republikanismus, Gesellschaftspolitischer Konservatismus | Peadar Tóibín                          | 1                    |
|             |          | Green Party (GP)       | Grüne Politik                                                     | Roderic O’Gorman                       | 1                    |
|             |          | Social Democrats (SD)  | Sozialdemokratie                                                  | Holly Cairns                           | 1                    |
| Unabhängige |          |                        |                                                                   |                                        |                      |
|             |          | Unabhängige *          | Unabhängige *                                                     | Unabhängige *                          | 13                   |
| Gesamt      | Gesamt   | Gesamt                 | Gesamt                                                            | Gesamt                                 | 60                   |

## Machtbefugnisse
Die Machtbefugnisse des Senats sind angelehnt an die des britischen Oberhauses House of Lords. Es war von vornherein gedacht, dass der Senat eine eher beratende und prüfende Rolle spielen und nicht gleichberechtigt zum Unterhaus sein sollte. Daher kommt es, dass jedes Gesetz durch beide Häuser genehmigt werden muss, der Senat dieses aber lediglich aufschieben kann.
Per Verfassung hat der Senat folgende Beschränkungen:
- Für den Fall, dass ein Gesetzesvorschlag durch das Unterhaus genehmigt wird und der Senat diesen nicht ebenfalls innerhalb von 90 Tagen genehmigt, kann das Dáil innerhalb der folgenden 180 Tage davon ausgehen, dass dieser Gesetzesvorschlag geduldet ist.
- Ein Haushaltsentwurf ist innerhalb von 21 Tagen vom Senat zu genehmigen
- Für den Fall eines dringenden Gesetzesvorschlags kann die Zeit, in der der Senat zustimmen muss, von der Regierung in Abstimmung mit dem Präsidenten verkürzt werden. Dies gilt nicht für Verfassungsänderungen.

Der Senat hat aber auch folgende Rechte, um seine Position zu stärken:
- Es kann durch einen Beschluss den Präsidenten bitten, ein Komitee einzurichten, das entscheidet, ob ein spezieller Gesetzesvorschlag den Haushalt betrifft oder nicht. Der Präsident kann diese Bitte allerdings ablehnen.
- Wenn eine Mehrzahl der Senatoren und mindestens ein Drittel der Unterhausmitglieder davon überzeugt sind, dass ein Gesetzesvorschlag von großer „nationaler Bedeutung“ ist, kann der Präsident die Zustimmung zum Gesetz so lange verweigern, bis darüber in einem Referendum abgestimmt oder dies durch ein neugewähltes Unterhaus nach einer Wahl bestätigt wurde.

Der Senat setzt alleine seine „Geschäftsordnung“ fest, bestimmt selbst seinen Präsidenten, den Cathaoirleach, richtet eigene Ausschüsse ein und entsendet Senatoren zu gemeinsamen Versammlungen des Parlaments. Maximal zwei Senatoren dürfen Mitglied der Regierung sein. Der Senat hat aktuell drei Ausschüsse, einer davon hat zwei Unterausschüsse:
- Wahlausschuss
- Ausschuss für Verfahren und Privilegien
  - Unterausschuss für Mitglieder
  - Unterausschuss für Senatsreformen
- Ausschuss für Mitgliederinteressen des Senats

## Geschichte
Das erste parlamentarische Oberhaus in Irland war seit dem Mittelalter das House of Lords innerhalb des Parliament of Ireland. Wie sein britisches Gegenstück bestand das Oberhaus zu dieser Zeit ausschließlich aus Mitgliedern des Adels mit erblichen Titeln. Nach der Auflösung des Parlaments durch den Act of Union im Jahr 1800 gab es in Irland bis zum 20. Jahrhundert kein eigenständiges Parlament.
1919 führten irische Nationalisten ein außergerichtliches (und nicht anerkanntes) Parlament unter dem Namen Dáil Éireann ein, das lediglich aus einer Kammer bestand und kein Oberhaus umfasste. 1920 wurde durch britische Gesetze das südirische Parlament gegründet, das ein Senat genanntes Oberhaus besaß. Der Senate of Southern Ireland bestand aus einer Mischung von irischen Adligen und Senatoren, die durch die Regierung bestimmt wurden. Der Senat versammelte sich erstmals 1921, wurde aber von irischen Nationalisten boykottiert, so dass er niemals wirklich handlungsfähig war. Mit der Einführung des irischen Freistaates 1922 wurde der südirische Senat aufgelöst.

### Freistaatsenat (1922–1936)
Die Bezeichnung Seanad Éireann wurde erstmals als Name des Oberhauses des irischen Freistaates verwendet. Der erste Senat bestand aus einer Mischung von Personen, die direkt durch den Präsidenten des Exekutivrates bestimmt bzw. indirekt durch das Unterhaus gewählt wurden. Es war beabsichtigt, dass der gesamte Senat durch die Bevölkerung gewählt werden sollte, doch nach der ersten dieser Direktwahlen wurde das System bereits wieder abgeschafft und durch eine indirekte Wahl ersetzt. Der Freistaat wurde 1936 aufgelöst.

### Der moderne Senat seit 1937
Der moderne Senat wurde durch die irische Verfassung im Jahr 1937 geschaffen. Dieser Senat war der direkte Nachfolger des Freistaatensenats, so dass der erste Senat unter der neuen Verfassung als „Second Seanad“ (Zweiter Senat) bezeichnet wurde.
Das neue System der Einteilung der Kandidaten in Berufsgruppen wurde durch die römisch-katholische Gesellschaftslehre der 1930er Jahre beeinflusst, insbesondere die Enzyklika Quadragesimo anno des Papstes Pius XI., die sich gegen das marxistische Konzept der Klassenkonflikte richtete und eine soziale Ordnung beruhend auf Zusammenarbeit und wechselseitiger Abhängigkeit der Berufsgruppen anstrebte.

## Reformbestrebungen
Seit 1928 gab es zwölf unabhängige Berichte über fällige Reformen des Senats, in denen u. a. auch die Abschaffung des Oberhauses gefordert wurde. Die Kritik am Senat nach 1937 hat eine Reihe von Gründen: Der Senat gilt als „schwach“ und von der Regierung dominiert. Weiterhin gibt es Vorwürfe der „Vetternwirtschaft“ in der Ernennung seiner Mitglieder, da Senatoren oftmals enge Vertraute des Taoiseach oder nicht gewählte Dáil-Mitglieder waren.
Weiterhin stimmt man weitestgehend darin überein, dass die Wahl nach Berufsgruppen nicht so funktioniert, wie es ursprünglich gedacht war. Es wird oft angeführt, dass viele der Kandidaten nicht über entsprechende Kenntnisse in der ihnen zugeordneten Gruppe verfügen und dass der Nominierungsprozess nach wie vor von Parteizugehörigkeiten dominiert wird.
Die Universitäten haben eine lange Tradition in der Auswahl unabhängiger Kandidaten. Doch auch hier entgegnen Kritiker, dass das System an den Universitäten zur Auswahl der Senatoren elitär sei. Interessenverbände, wie die Graduate Equality, fordern, dass das Stimmrecht zur Wahl auch auf die nachrangigen Ausbildungsstätten ausgedehnt werden sollte. Anderen geht dieser Vorschlag noch nicht weit genug; sie verlangen, dass mindestens ein Teil des Senats direkt vom Volk gewählt und auch die irischen Emigranten oder die Bevölkerung von Nordirland berücksichtigt werden müssen. In der Vergangenheit hatten die Premierminister unter ihren Kandidaten oft auch respektierte Persönlichkeiten aus Nordirland, z. B. Gordon Wilson, Seamus Mallon oder Joe Hendron.
Die genaue Zusammensetzung des Senats wurde ursprünglich durch die Verfassung festgelegt. 1979 wurde durch die siebte Verfassungsänderung dem Parlament das Recht eingeräumt, die Wahlberechtigten der Universitäten per Gesetz auf die der anderen Ausbildungsstätten auszuweiten. Der Gedanke war, dass alle akademischen Bildungsanstalten das Recht erhielten, an der Senatswahl teilzunehmen, doch bis heute wurde dieses Gesetz nicht eingebracht.
Der aktuelle Bericht über den Senat stammt aus dem April 2004 und wurde von einem Unterausschuss des Senats erstellt. Doch der „Bericht über Senatsreformen“, dem im Vorfeld bessere Chancen auf Erfolg zugeschrieben wurden als seinen Vorgängern, empfahl keinerlei grundsätzliche Änderungen an den Machtbefugnissen des Oberhauses. Es wurde aber vorgeschlagen, dass die Wahl mittels Berufsgruppen abgeschafft, 32 Sitze durch eine direkte Wahl besetzt, die Wahl in den Universitäten auf alle akademischen Bildungsanstalten ausgedehnt und dass der Taoiseach formell dazu angehalten werden soll, seine Stimmen dafür zu nutzen, um eine Repräsentation Nordirlands, der Kirche und anderer Minderheiten zu gewährleisten. Ein weiterer Vorschlag lautet, dem Senat neue Aufgaben zu geben, z. B. eine größere Rolle bei der Überprüfung der Regierung sowie bei der EU-Gesetzgebung.

## Referendum 2013
Nach der Parlamentswahl 2011 gingen Fine Gael und die Labour Party eine gemeinsame Regierung ein. Im zugehörigen Koalitionsvertrag wurde vereinbart, den Senat abzuschaffen. Nachdem der entsprechende Gesetzentwurf eine parlamentarische Mehrheit gefunden hatte, wurde er der Bevölkerung in einem Referendum am 4. Oktober 2013 zur Abstimmung vorgelegt. Ministerpräsident Enda Kenny erklärte im Vorfeld der Abstimmung, der Senat sei eine unzeitgemäße und ineffektive Institution, die eher zu den politischen Ideen der 1930er Jahre passte. Fianna Fáil sprach sich gegen die Abschaffung aus und befürwortete stattdessen eine Reform des Oberhauses. In dem Referendum entschieden sich 51,7 Prozent gegen eine Abschaffung des Senats, lediglich 48,3 Prozent befürworteten sie.

## Berühmte irische Senatoren
- Douglas Hyde
- William Butler Yeats
- James Campbell
- Seamus Mallon
- Mary Robinson
- David Norris
- Garret FitzGerald
- Noel Browne
- James Ryan
- Eoin Ryan senior
- Eoin Ryan junior

## Würdigung
Die Zusammensetzung des Seanad Éireann kann international mit dem ehemaligen Bayerischen Senat oder dem französischen Conseil économique, social et environnemental verglichen werden.